# Élections législatives de 1876 dans l'Isère
Les élections législatives de 1876 ont eu lieu les 20 février et 5 mars 1876.

## Résultats à l'échelle du département
| Partis         | Partis              | Premier tour | Premier tour | Sièges |
| Partis         | Partis              | Voix         | %            | Sièges |
| -------------- | ------------------- | ------------ | ------------ | ------ |
|                | Gauche républicaine | 53 481       | 48,14        | 5      |
|                | Centre gauche       | 20 877       | 18,79        | 2      |
|                | Orléanistes         | 12 233       | 11,01        | 0      |
|                | Extrême gauche      | 8 893        | 8,01         | 0      |
|                | Union républicaine  | 7 994        | 7,20         | 1      |
|                | Bonapartistes       | 7 593        | 6,83         | 0      |
|                |                     |              |              |        |
| Inscrits       | Inscrits            | 179 746      | 100,00       | 8      |
| Votants        | Votants             | 113 478      | 63,13        |        |
| Abstentions    | Abstentions         | 66 268       | 36,87        |        |
| Blancs et nuls | Blancs et nuls      | 2 387        | 2,10         |        |
| Exprimés       | Exprimés            | 111 091      | 97,90        |        |

## Résultats par arrondissement

### Arrondissement de Grenoble

#### 1recirconscription
| Candidat       | Candidat        | Parti          | Premier tour | Premier tour |
| Candidat       | Candidat        | Parti          | Voix         | %            |
| -------------- | --------------- | -------------- | ------------ | ------------ |
|                | Ambroise Bravet | Centre gauche  | 11 550       | 100,00       |
|                |                 |                |              |              |
| Inscrits       | Inscrits        | Inscrits       | 20 109       | 100,00       |
| Votants        | Votants         | Votants        | 12 034       | 59,84        |
| Abstention     | Abstention      | Abstention     | 8 075        | 40,16        |
| Blancs et nuls | Blancs et nuls  | Blancs et nuls | 484          | 4,02         |
| Exprimés       | Exprimés        | Exprimés       | 11 550       | 95,98        |

#### 2ecirconscription
| Candidat       | Candidat            | Parti          | Premier tour | Premier tour |
| Candidat       | Candidat            | Parti          | Voix         | %            |
| -------------- | ------------------- | -------------- | ------------ | ------------ |
|                | Adolphe Anthoard    | Centre gauche  | 8 329        | 52,64        |
|                | Félix Breton        | Orléaniste     | 3 357        | 21,22        |
|                | Aristide Rey        | Extrême gauche | 3 139        | 19,84        |
|                | Pierre De Combarieu | Centre gauche  | 998          | 6,31         |
|                |                     |                |              |              |
| Inscrits       | Inscrits            | Inscrits       | 22 372       | 100,00       |
| Votants        | Votants             | Votants        | 15 843       | 70,82        |
| Abstention     | Abstention          | Abstention     | 6 529        | 29,18        |
| Blancs et nuls | Blancs et nuls      | Blancs et nuls | 20           | 0,13         |
| Exprimés       | Exprimés            | Exprimés       | 15 823       | 99,87        |

#### 3ecirconscription
| Candidat       | Candidat         | Parti                                       | Premier tour | Premier tour |
| Candidat       | Candidat         | Parti                                       | Voix         | %            |
| -------------- | ---------------- | ------------------------------------------- | ------------ | ------------ |
|                | Paul Breton      | Gauche républicaine                         | 7 808        | 57,54        |
|                | Richard Bérenger | Bonapartiste ou républicain constitutionnel | 5 762        | 42,46        |
|                |                  |                                             |              |              |
| Inscrits       | Inscrits         | Inscrits                                    | 18 607       | 100,00       |
| Votants        | Votants          | Votants                                     | 13 573       | 72,95        |
| Abstention     | Abstention       | Abstention                                  | 5 034        | 27,05        |
| Blancs et nuls | Blancs et nuls   | Blancs et nuls                              | 3            | 0,02         |
| Exprimés       | Exprimés         | Exprimés                                    | 13 570       | 99,98        |

### Arrondissement de Saint-Marcellin
| Candidat       | Candidat       | Parti               | Premier tour | Premier tour |
| Candidat       | Candidat       | Parti               | Voix         | %            |
| -------------- | -------------- | ------------------- | ------------ | ------------ |
|                | Louis Riondel  | Gauche républicaine | 14 132       | 100,00       |
|                |                |                     |              |              |
| Inscrits       | Inscrits       | Inscrits            | 22 541       | 100,00       |
| Votants        | Votants        | Votants             | 14 621       | 64,86        |
| Abstention     | Abstention     | Abstention          | 7 920        | 35,14        |
| Blancs et nuls | Blancs et nuls | Blancs et nuls      | 489          | 3,34         |
| Exprimés       | Exprimés       | Exprimés            | 14 132       | 96,66        |

### Arrondissement de La Tour du Pin

#### 1recirconscription
| Candidat       | Candidat          | Parti               | Premier tour | Premier tour |
| Candidat       | Candidat          | Parti               | Voix         | %            |
| -------------- | ----------------- | ------------------- | ------------ | ------------ |
|                | Ferdinand Reymond | Gauche républicaine | 10 989       | 90,04        |
|                | Gutin             | Constitutionnel     | 1 216        | 9,96         |
|                |                   |                     |              |              |
| Inscrits       | Inscrits          | Inscrits            | 17 761       | 100,00       |
| Votants        | Votants           | Votants             | 12 524       | 70,51        |
| Abstention     | Abstention        | Abstention          | 5 237        | 29,49        |
| Blancs et nuls | Blancs et nuls    | Blancs et nuls      | 319          | 2,55         |
| Exprimés       | Exprimés          | Exprimés            | 12 205       | 97,45        |

#### 2ecirconscription
| Candidat       | Candidat                  | Parti              | Premier tour | Premier tour |
| Candidat       | Candidat                  | Parti              | Voix         | %            |
| -------------- | ------------------------- | ------------------ | ------------ | ------------ |
|                | Joseph Marion de Faverges | Union républicaine | 7 994        | 63,89        |
|                | Octavien de Quinsonas     | Orléaniste         | 4 518        | 36,11        |
|                |                           |                    |              |              |
| Inscrits       | Inscrits                  | Inscrits           | 15 939       | 100,00       |
| Votants        | Votants                   | Votants            | 12 764       | 80,08        |
| Abstention     | Abstention                | Abstention         | 3 175        | 19,92        |
| Blancs et nuls | Blancs et nuls            | Blancs et nuls     | 252          | 1,97         |
| Exprimés       | Exprimés                  | Exprimés           | 12 512       | 98,03        |

### Arrondissement de Vienne

#### 1recirconscription
| Candidat       | Candidat        | Parti               | Premier tour | Premier tour |
| Candidat       | Candidat        | Parti               | Voix         | %            |
| -------------- | --------------- | ------------------- | ------------ | ------------ |
|                | Étienne Buyat   | Gauche républicaine | 9 791        | 62,98        |
|                | Jules Thivollet | Extrême gauche      | 5 754        | 37,02        |
|                |                 |                     |              |              |
| Inscrits       | Inscrits        | Inscrits            | 22 670       | 100,00       |
| Votants        | Votants         | Votants             | 16 241       | 71,64        |
| Abstention     | Abstention      | Abstention          | 6 429        | 28,36        |
| Blancs et nuls | Blancs et nuls  | Blancs et nuls      | 696          | 4,29         |
| Exprimés       | Exprimés        | Exprimés            | 15 545       | 95,71        |

#### 2ecirconscription
| Candidat       | Candidat            | Parti               | Premier tour | Premier tour |
| Candidat       | Candidat            | Parti               | Voix         | %            |
| -------------- | ------------------- | ------------------- | ------------ | ------------ |
|                | Jean Couturier      | Gauche républicaine | 10 761       | 68,31        |
|                | Henri Baboin        | Orléaniste          | 3 162        | 20,07        |
|                | Ernest Teste-Lebeau | Bonapartiste        | 1 831        | 11,62        |
|                |                     |                     |              |              |
| Inscrits       | Inscrits            | Inscrits            | 19 638       | 100,00       |
| Votants        | Votants             | Votants             | 15 878       | 80,85        |
| Abstention     | Abstention          | Abstention          | 3 760        | 19,15        |
| Blancs et nuls | Blancs et nuls      | Blancs et nuls      | 124          | 0,78         |
| Exprimés       | Exprimés            | Exprimés            | 15 754       | 99,22        |